# 臼負い婆
臼負い婆（うすおいばば）は、新潟県佐渡島の怪談集『佐渡怪談藻汐草』にある日本の妖怪。

## 概要
新潟県佐渡郡小木町（現・佐渡市）宿根木の「あかえの京」という場所の海で、ある者が仲間と一緒に釣りをしていた。よく釣れると評判の場所だったが、その日はまったく魚が釣れず、雨が降り出し、まだ七つ下がり（午後4時過ぎ）なのに周囲は薄暗くなってきた。
やがて、海の底から人の形のような化け物が浮かび上がってきた。それは色の白い老婆のようなもので、両手を背に回して何かを背負っているようで
、髪は乱れ、目は鋭く、口には牙のようなものが見えた。周囲の人々を見回したかと思うと、また海の底へと消えた。
仲間が言うには、あれはあやかし（海の妖怪）の一種であり、2,3年または4,5年に一度だけ現われる「臼負い婆」と呼ばれるもので、この場所では昔からよく見かけられるが、特に心配は要らないとのことだった。
「臼負い婆」の名は、この宿根木の怪談以外に確認されていないが、昭和・平成以降の妖怪関連の文献では、磯女や濡女といった海の妖怪の同類と考えられている。